# ニッポンクリエイティブビジョン
株式会社ニッポンクリエイティブビジョン（英: Nippon Creative Vision、略称：NCV〔制作クレジットでも表記〕）は、かつて存在したテレビ番組の制作プロダクション会社。2010年9月8日に事業を停止した。

## 役員
- 代表取締役社長：小松原登

## 主な制作実績

### テレビ番組

#### バラエティ

##### 1989年5月 - 1999年12月
レギュラー番組
- たけしの頭の良くなるテレビ（TBS、JNN系列全国ネット 1989年10月20日 - 1990年9月21日）
- TVおじゃマンボウ（日本テレビ、NNS系列局ほか一部ネット 1993年7月24日 - 2006年3月25日）
- TVおじゃマンモス（日本テレビ、NNS系列局ほか一部ネット 1994年4月3日 - 1998年3月29日）
- ダウンタウンのごっつええ感じ（フジテレビ、FNS系列局全国ネット 1994年4月17日 - 1997年11月2日）
- 投稿!特ホウ王国（日本テレビ、NNS系列局全国ネット 1994年5月1日 - 1996年12月15日）
- 嗚呼!バラ色の珍生!!（日本テレビ、NNS系列局全国ネット 1994年10月27日 - 2001年3月15日）
- 冒冒グラフ（フジテレビ、FNS系列局ほか一部ネット 1995年10月9日 - 1996年3月29日）
- Oh!黄金サービス（フジテレビ、FNS系列局ほか一部ネット 1996年4月 - 9月）
- 大発見!恐怖の法則（朝日放送、ANN系列局全国ネット 1996年10月15日 - 1997年9月9日）
- 1億3000万人投稿!特ホウ王国2（日本テレビ、NNS系列局全国ネット 1997年1月12日 - 1997年9月21日）
- だんトツ!!平成キング（日本テレビ、NNS系列局全国ネット 1997年11月2日 - 1998年3月1日）
- ハッピーバースデー!（フジテレビ、FNS系列局全国ネット 1998年1月18日 - 1999年9月19日）
- 鶴瓶・草彅の夢中宣言「がんばります。」（テレビ朝日、ANN系列局全国ネット 1998年1月19日 - 1998年3月23日）
- 恋のチューンネップ（広島テレビ、NNS系列局全国ネット 1998年10月5日 - 1999年9月27日）

スペシャル番組
- 平成あっぱれテレビ博（日本テレビ、NNS系列局全国ネット 1990年1月1日）
- 平成あっぱれテレビ（日本テレビ、NNS系列局全国ネット 1991年1月1日 - 2000年1月1日）
- ダウンタウンのイタい奴っちゃなァー芸能界まるごとウタわしたろかァ!?（フジテレビ、1993年10月9日）
- 熱血27時間 炎のチャレンジ宣言!!（テレビ朝日、ANN系列局全国ネット 1996年11月2日 - 3日）
- 疾風怒涛!FNSの日スーパースペシャルXI真夏の27時間ぶっ通しカーニバル 〜REBORN〜（フジテレビ、FNS系列局全国ネット 1997年7月26日 - 27日）
- 所・草彅の噂の特番!スーパーキッズ やれるもんならやってみろ!!（フジテレビ、FNS系列局全国ネット 9月20日）
- 27時間ぶちぬきスペシャル 熱血チャレンジ宣言'97（テレビ朝日、ANN系列局全国ネット 1997年11月8日 - 9日）
- ワールドカウントダウンスーパースペシャル 24時間まるごとライブ LOVE LOVE2000〜世界中のこどもたちへ僕らが愛でできること（フジテレビ、FNS系列局全国ネット 1999年12月31日 - 2000年1月1日）

##### 2000年代
レギュラー番組
- あけすけ（広島テレビ、NNS系列局全国ネット 	2000年4月3日 - 9月25日）
- 世界ゴッタ煮偉人伝（フジテレビ、FNS系列局全国ネット 2000年4月21日 - 9月22日）
- 世界超密着TV!ワレワレハ地球人ダ!!（フジテレビ、FNS系列局全国ネット 2000年10月20日 - 2001年9月7日）
- B.C.ビューティー・コロシアム（フジテレビ、FNS系列局全国ネット 2001年10月26日 - 2003年9月26日）
- 別れてもチュキな人（日本テレビ、NNS系列局全国ネット 2002年10月13日 - 2003年4月13日）
- エンタの神様（日本テレビ、NNS系列局全国ネット 2003年4月19日 - 2010年3月20日）
- ワカチュキ（日本テレビ、NNS系列局全国ネット 2003年4月20日 - 2004年7月4日）
- ドドドドTV（静岡朝日テレビ、ANN系列局静岡ローカル 2005年4月2日 - 2006年3月25日）
- くりぃむしちゅーのたりらリラ〜ン（日本テレビ、NNS系列局全国ネット 2005年4月6日 - 2006年3月29日）
- 金のA様×銀のA様（日本テレビ、NNS系列局全国ネット 2005年4月28日 - 2006年6月22日）
- ツボ屋与兵衛（日本テレビ、NNS系列局ほか一部ネット 2006年4月15日 - 9月30日）
- くりぃむしちゅーのたりらリでイキます!!（日本テレビ、NNS系列局全国ネット 2006年7月13日 - 2007年3月15日）
- GOOD LOOKIN′CLUB（日本テレビ、NNS系列局ほか一部ネット 2006年10月7日 - 2007年9月29日）
- カートゥンKAT-TUN（日本テレビ、NNS系列局全国ネット 2007年4月4日 - 2010年3月24日）

スペシャル番組
- 新世紀あっぱれテレビ（日本テレビ、NNS系列局全国ネット 2001年1月1日）
- 衝撃暴露!仮面の告白激ヤバ芸能界ウラ情報極秘流出スペシャル（日本テレビ、NNS系列局全国ネット 2001年9月22日）
- 輝け!2005年お笑いネタのグランプリ（日本テレビ、NNS系列局全国ネット 2005年12月31日）

##### 2010年1月 - 8月
レギュラー番組
スペシャル番組

#### クイズ・ゲーム

##### 1989年5月 - 1999年12月
レギュラー番組
- クイズ世界はSHOW by ショーバイ!!（日本テレビ、NNS系列局全国ネット 1988年10月12日 - 1994年9月28日、※1989年5月以降業務開始）
- 仰天!くらべるトラベル（TBS、JNN系列局全国ネット 1991年4月11日 - 9月26日）
- 新装開店!SHOW by ショーバイ!!（日本テレビ、NNS系列局全国ネット 1994年10月19日 - 1995年9月6日）
- ウッチャンナンチャンの炎のチャレンジャー これができたら100万円!!（テレビ朝日、ANN系列局全国ネット 1995年10月17日 - 2000年3月28日）
- 新装開店!SHOW by ショーバイ2（日本テレビ、NNS系列局全国ネット 1995年10月18日 - 1996年9月25日）
- カジノザウルス（関西テレビ、FNS系列局全国ネット 1996年7月7日 - 1997年3月23日）
- 特捜!芸能ポリスくん（TBS、JNN系列局全国ネット 1998年4月8日 - 1999年3月17日）

スペシャル番組
- クイズ正月はSHOW by ショーバイ!!（日本テレビ、NNS系列局全国ネット 1989年1月4日）
- クイズ10月はSHOW by ショーバイ!!（日本テレビ、NNS系列局全国ネット 1989年10月11日）
- 笑ってヨロシク SHOW by ショーバイ!!（日本テレビ、NNS系列局全国ネット 1989年12月27日）
- クイズ正月はSHOW by ショーバイ!!（日本テレビ、NNS系列局全国ネット 1990年1月3日）
- クイズ春休みはSHOW by ショーバイ!!（日本テレビ、NNS系列局全国ネット 1990年3月28日）
- 4月は人気番組でSHOW by ショーバイ!!（日本テレビ、NNS系列局全国ネット 1990年4月11日）
- 秋は人気番組でSHOW by ショーバイ!!（日本テレビ、NNS系列局全国ネット 1990年10月3日）
- クイズ10月はSHOW by ショーバイ!!（日本テレビ、NNS系列局全国ネット 1990年10月10日）
- クイズ春満開SHOW by ショーバイ!!（日本テレビ、NNS系列局全国ネット 1991年3月27日）
- 4月は人気番組でSHOW by ショーバイ!!（日本テレビ、NNS系列局全国ネット 1991年4月3日）
- 10月は人気番組でSHOW by ショーバイ世界まる見えマジカルで笑ってヨロシク（日本テレビ、NNS系列局全国ネット 1991年10月2日）
- クイズ秋本番SHOW by ショーバイ!!（日本テレビ、NNS系列局全国ネット 1991年10月9日）
- クイズ年末はSHOW by ショーバイ!!（日本テレビ、NNS系列局全国ネット 1991年12月25日）
- クイズ春満開SHOW by ショーバイ!!（日本テレビ、NNS系列局全国ネット 1992年3月25日）
- 4月は人気番組でSHOW by ショーバイ世界まる見えマジカルで笑ってヨロシク（日本テレビ、NNS系列局全国ネット 1992年4月1日）
- 秋は人気番組で!!SHOW by ショーバイ世界まる見えマジカル頭脳で笑ってヨロシクどんなMONだい?!（日本テレビ、NNS系列局全国ネット 1992年9月30日）
- クイズ秋本番SHOW by ショーバイ!!（日本テレビ、NNS系列局全国ネット 1992年10月7日）
- クイズ年末はSHOW by ショーバイ!!（日本テレビ、NNS系列局全国ネット 1992年12月30日）
- 春は人気番組で!!SHOW by ショーバイ世界まる見えマジカル頭脳で笑ってヨロシクどんなMONだい?!（日本テレビ、NNS系列局全国ネット 1993年3月30日）
- クイズ春満開SHOW by ショーバイ!!（日本テレビ、NNS系列局全国ネット 1993年4月7日）
- 史上最強クイズ番組決定戦 クイズ世界はSHOW by ショーバイ!!VSマジカル頭脳パワー!! 夢の対決!!（日本テレビ、NNS系列局全国ネット 1993年5月20日）
- 秋は人気番組で!!SHOW by ショーバイ世界まる見えマジカル頭脳で笑ってヨロシクどんなMONだい?!（日本テレビ、NNS系列局全国ネット 1993年10月6日）
- 芸能界の裏のウラ!オールスター(秘)情報 特ダネクイズ決定版（読売テレビ、NNS系列局全国ネット 1994年1月6日 - ）
- 春は人気番組で!!SHOW by ショーバイ世界まる見えマジカル頭脳で笑ってヨロシク（日本テレビ、NNS系列局全国ネット 1994年3月30日）
- 秋は人気番組で!!SHOW by ショーバイ世界まる見えマジカル頭脳で笑ってヨロシク特ホウ王国（日本テレビ、NNS系列局全国ネット 1994年10月5日）
- 春は人気番組で!!笑ってヨロシク世界まる見えマジカル頭脳で特ホウ王国!SHOW by ショーバイ!!（日本テレビ、NNS系列局全国ネット 1995年3月22日）
- 秋は人気番組で!!マジカル頭脳まる見え特ホウ王国SHOWby笑ってヨロシク!バラ珍もヒッパレ!!（日本テレビ、NNS系列局全国ネット 1995年9月28日）
- 春は超人気番組大集合!!マジカル頭脳まる見え特ホウ王国ショーバイ笑ってヨロシクバラ珍ウリナリもヒッパレ!!（日本テレビ、NNS系列局全国ネット 1996年3月21日）
- 秋は超人気番組大集合!!マジカル頭脳まる見え笑ってコラえてバラ珍特ホウ王国ウリナリもヒッパレ!!（日本テレビ、NNS系列局全国ネット 1996年9月26日）
- 春は超人気番組大集合!!マジカルまる見えバラ珍コラえて特ホウ特命おしゃれに大辞テンもヒッパレ!!（日本テレビ、NNS系列局全国ネット 1997年3月20日）
- '97超豪華オールスター大集合!!春の人気番組対抗 炎の熱血バトル決定版（テレビ朝日、ANN系列局全国ネット 1997年4月1日）
- '97超豪華オールスター大集合!!秋の人気番組対抗 炎の熱血バトル決定版（テレビ朝日、ANN系列局全国ネット 1997年9月16日）
- 秋は超人気番組大集合!!マジカルまる見えバラ珍コラえて200Xウリナリぐるぐる大辞テンもヒッパレ!!（日本テレビ、NNS系列局全国ネット 1997年9月25日）
- '98超豪華オールスター大集合!!春の人気番組対抗 炎の熱血バトル決定版（テレビ朝日、ANN系列局全国ネット 1998年3月17日）
- 春は超人気番組大集合マジカル特命まる見えバラ珍DASHコラえて大辞テンGyu!っとメレンゲぐるぐる快傑おしゃれにヒッパレ!!（日本テレビ、NNS系列局全国ネット 1998年3月19日）
- 秋は超人気番組大集合!!特命まる見え大辞10バラ珍ウリナリGyu!ぐるナイマジカル御殿コラえて!おしゃれにメレンゲ龍DASHでヒッパレ!!（日本テレビ、NNS系列局全国ネット 1998年9月24日）
- 春は超人気番組大集合!!電波ウリナリまる見えぐるナイDASH御殿伊東家バラ珍マジカルGyu!メレンゲ大辞10特命笑って龍ヒッパレ（日本テレビ、NNS系列局全国ネット 1999年3月18日）
- '99超豪華オールスター総出演 満開春祭り（テレビ朝日、ANN系列局全国ネット 1999年3月20日）
- 秋は超人気番組大集合おもいッきりまる見え伊東家コラえて大辞10バラ珍マジでぐるナイ電波ピカイチDASHヒッパレ200X!!（日本テレビ、NNS系列局全国ネット 1999年9月15日）

##### 2000年代
レギュラー番組
- タイムショック21（テレビ朝日、ANN系列局全国ネット 2000年10月16日 - 2002年6月17日）
- ウルトラショップ（日本テレビ、NNS系列局全国ネット 2001年10月18日 - 2002年9月12日）
- クイズ!バーチャQ（テレビ朝日、ANN系列局全国ネット 2002年4月27日 - 9月14日）
- 国民クイズ常識の時間（日本テレビ、NNS系列局全国ネット 2002年10月17日 - 2003年1月30日）
- クイズ!常識の時間!!（日本テレビ、NNS系列局全国ネット 2003年2月6日 - 2003年9月）
- ジョーシキの時間2（日本テレビ、NNS系列局全国ネット 2003年10月16日 - 2004年3月4日）
- 摩訶!ジョーシキの穴（日本テレビ、NNS系列局全国ネット 2004年4月8日 - 2005年3月17日）

スペシャル番組
- 爆笑問題の比較Qイズ!!（日本テレビ、NNS系列局全国ネット 2005年12月26日）

##### 2010年1月 - 8月
レギュラー番組
スペシャル番組

#### 音楽

##### 1989年5月 - 1999年12月
レギュラー番組
- 速報!歌の大辞テン（日本テレビ、NNS系列局同時ネット 1996年10月16日 - 2005年3月23日）

スペシャル番組
- 史上最強のメガヒット カラオケBEST100 完璧に歌って1000万円（テレビ朝日、ANN系列局全国ネット 1999年12月25日）

##### 2000年代
レギュラー番組
- ミンナのテレビ（日本テレビ、NNS系列局同時ネット 2005年4月13日 - 9月28日）
- 歌笑HOTヒット10（日本テレビ、NNS系列局同時ネット 2005年10月16日 - 2006年3月12日）
- ウタワラ（日本テレビ、NNS系列局同時ネット 2006年4月16日 - 2007年1月28日）

スペシャル番組
- X'mas特別企画!復活!歌の大辞テン!!冬のスーパーヒット曲昭和VS平成のTOP20スペシャル!（日本テレビ、NNS系列局同時ネット 2005年12月25日）

##### 2010年1月 - 8月
レギュラー番組
スペシャル番組

#### スポーツ

##### 1989年5月 - 1999年12月
レギュラー番組
スペシャル番組
- 小学生クラス対抗30人31脚（テレビ朝日、ANN系列局全国ネット 1996年11月2日 - 2009年12月27日）

##### 2000年代
レギュラー番組
- スポコン!（テレビ朝日、ANN系列局全国ネット 2000年4月17日 - 9月11日）

スペシャル番組

##### 2010年1月 - 8月
レギュラー番組
スペシャル番組

#### トーク

##### 1989年5月 - 1999年12月
レギュラー番組
- 新伍&紳助のあぶない話（関西テレビ、FNS系列局全国ネット 1990年10月7日 - 1996年6月30日）
- HEARTに聞け（TBS、JNN系列局全国ネット 1992年4月11日 - 1993年9月25日）
- アッコの泣かしたろか!?（テレビ朝日、ANN系列局全国ネット 1996年10月5日 - 1998年3月21日）

スペシャル番組

##### 2000年代
レギュラー番組
- Chanoma girls（中京テレビ、NNS系列局全国ネット 2002年4月5日 - 9月26日）
- 優香&ビビアンのムチャ修行!（中京テレビ、NNS系列局ほか一部ネット 2002年10月6日 - 2003年3月30日）
- マツケン・今ちゃん・オセロのGO!GO!サタ（フジテレビ、FNS系列局ほか一部ネット 2005年4月9日 - 2009年9月26日）

スペシャル番組

##### 2010年1月 - 8月
レギュラー番組
スペシャル番組

#### 情報・紀行

##### 1989年5月 - 1999年12月
レギュラー番組
- 山田邦子の旅くらぶ（日本テレビ、NNS系列局ほか一部ネット 1990年10月21日 - 1991年12月22日）

スペシャル番組
- 浜ちゃん幹事のめちゃ楽しいグアムツアー（フジテレビ、FNS系列局全国ネット 1996年4月1日）
- ダウンタウン浜田スペシャル めっちゃ楽しいフィジーツアー（フジテレビ、FNS系列局全国ネット 1996年10月1日）

##### 2000年代
レギュラー番組
- 旅は日帰リッチ（中京テレビ、NNS系列局ほか一部ネット 2003年4月6日 - 9月28日）

スペシャル番組

##### 2010年1月 - 8月
レギュラー番組
スペシャル番組